# Ternopil National Medical University
Nationella medicinska Ivan Horbatjevskyj-universitetet i Ternopil (ukrainska: Тернопільський національний медичний університет імені І. Я. Горбачевського) är ett universitet grundat år 1957 i Ternopil i västra Ukraina.
Universitetets rektor är Mychajlo Korda och idag (2023) finns cirka 5 000 studenter på skolan.

## Fakulteter
- medicinska fakulteten
- farmaceutiska fakulteten
- odontologiska fakulteten
- fakulteten för utländska studenter
- fakulteten för forskarutbildning

## Internationella partners
Universitetet samarbetar med mer än 100 utbildningsinstitutioner i världen, däribland två från Sverige:
- Uppsala universitet
- WHO Collaborating Centre (CC) for STIs, Örebro universitet (Örebro)